# 8. Międzynarodowy Festiwal Filmowy w Cannes
8. Międzynarodowy Festiwal Filmowy w Cannes odbył się w dniach 26 kwietnia–10 maja 1955 roku. Imprezę otworzył pokaz francuskiego filmu Rififi w reżyserii Julesa Dassina.
Jury pod przewodnictwem francuskiego reżysera i pisarza Marcela Pagnola przyznało nagrodę główną festiwalu, Złotą Palmę, amerykańskiemu filmowi Marty w reżyserii Delberta Manna.

## Jury Konkursu Głównego
- Marcel Pagnol, francuski reżyser i pisarz − przewodniczący jury[2]
- Marcel Achard, francuski dramaturg i scenarzysta
- Juan Antonio Bardem, hiszpański reżyser
- André Dignimont, francuski ilustrator i malarz
- Jean-Pierre Frogerais, francuski producent filmowy
- Leopold Lindtberg, szwajcarski reżyser
- Anatole Litvak, amerykański reżyser
- Isa Miranda, włoska aktorka
- Leonard Mosley, brytyjski pisarz
- Jean Néry, francuski krytyk filmowy
- Siergiej Jutkiewicz, rosyjski reżyser

## Filmy na otwarcie i zamknięcie festiwalu
|             | Tytuł         | Reżyseria      | Kraj              |
| ----------- | ------------- | -------------- | ----------------- |
| Otwierający | Rififi        | Jules Dassin   | Francja           |
| Zamykający  | Czarna Carmen | Otto Preminger | Stany Zjednoczone |